# Panzer VII Löwe
Panzerkampfwagen VII Löwe (Leu) a fost un proiect de tanc german  super-greu, creat de Krupp pentru conducerea Germaniei Naziste în cel de-al doilea Război Mondial. Proiectul denumit inițial cu numele de cod VK 7001 (K), nu a mai fost implementat niciodată, și a fost anulat pe 5/6 martie 1942 în favoarea mult mai greului tanc Panzer VIII Maus.